# Rhyacodrilus subterraneus
Rhyacodrilus subterraneus är en ringmaskart som beskrevs av Hrabe 1963. Rhyacodrilus subterraneus ingår i släktet Rhyacodrilus, och familjen glattmaskar. Arten är reproducerande i Sverige.